# بیلی باورز
بیلی باورز (انگلیسی: Billy Bowers؛‏ تلفظ نام‌خانوادگی: ‎/ˈbaʊ.ərz/‎) بازیگر اهل ایالات متحده آمریکا بود.

## گزیدهٔ فیلم‌شناسی
- سنجاق شانس میاره (۱۹۱۴)
- هشدار سبز (۱۹۱۴)
- جشن تولد کیسی (۱۹۱۴)
- درمان با هوای تازه (۱۹۱۴)
- شراب سیب عالی (۱۹۱۴)
- آنان قایقی خریدند[۲] (۱۹۱۴)
- بابای همشون (۱۹۱۴)
- کارآگاهان عاقل[۳] (۱۹۱۴)
- او کار می‌خواست (۱۹۱۴)
- یک سوگنامه تانگو (۱۹۱۴)
- ربودن کودک (۱۹۱۴)
- بابای زرنگ[۲] (۱۹۱۴)
- ساعت‌ساز دیوانه[۴] (۱۹۱۵)
- چه کار آسانی (۱۹۱۵)
- بچه برنده (۱۹۱۵)
- یک فاجعه وحشتناک (۱۹۱۶)
- در پایکس‌ویل روی داد (۱۹۱۶)